# Chlamys chosenica
Chlamys chosenica is een tweekleppigensoort uit de familie van de Pectinidae. De wetenschappelijke naam van de soort is voor het eerst geldig gepubliceerd in 1932 door Kuroda.